# Bosha
El bosha és una llengua omòtica extinta d'Etiòpia. L'Ethnologue l'enumera com un dialecte de la llengua kafa omòtica del nord, però assenyala que pot ser una llengua diferent. Altres fonts ho indiquen com a no classificat. L'estat de Bosha, el Regne de Garo, era un enclavament cultural de Gonga dins de l'àrea del sud d'Oromo.